# Éréac
Éréac är en kommun i departementet Côtes-d'Armor i regionen Bretagne i nordvästra Frankrike. Kommunen ligger i kantonen Broons som tillhör arrondissementet Dinan. År 2022 hade Éréac 676 invånare.

## Befolkningsutveckling
Antalet invånare i kommunen Éréac
Referens:INSEE